# Ramón Torres (béisbol)
Ramón Alexander Torres (nacido el 22 de enero de 1993) es un Infielder de béisbol profesional dominicano que juega para los Leones de Yucatán. Anteriormente jugó en las Grandes Ligas (MLB) para los Kansas City Royals.

## Carrera profesional

### Kansas City Royals
Torres firmó con los Kansas City Royals como agente libre internacional el 28 de mayo de 2010. Hizo su debut profesional con los Reales de la Liga Dominicana de Verano. Jugó para los DSL Royals el próximo año, cortando (.260 / .351 / .397) con 2 jonrones y 24 carreras impulsadas. En 2012, pasó el año con la bola de novato AZL Royals, bateando (.316 / .385 / .430) con 3 jonrones y 27 carreras impulsadas. Dividió la temporada 2013 entre el novato Burlington Royals y el Single-A Lexington Legends, registrando una línea de bateo de (.257 / .294 / .365) con 3 jonrones y 25 carreras impulsadas. Al año siguiente, Torres dividió la temporada entre Lexington y High-A Wilmington Blue Rocks, acumulando una línea de bateo de (.285 / .329 / .391) con récords personales en jonrones (5) y carreras impulsadas (34). Dividió la temporada 2015 entre los Double-A Northwest Arkansas Naturals y Wilmington, cortando (.264 / .308 / .354) con 5 jonrones y 31 carreras impulsadas.
Los Reales lo agregaron a su lista de 40 hombres después de la temporada 2015. Pasó todo el año dividido entre el noroeste de Arkansas y los Triple-A Omaha Storm Chasers , bateando (.262 / .311 / .328) con 3 jonrones y 29 carreras impulsadas. Fue asignado a Omaha para comenzar la temporada 2017, y fue llamado a los Reales el 7 de junio. Hizo su debut en las Grandes Ligas esa noche comenzando en la segunda base, y terminó 2-4 con un doble productor en una victoria. sobre los Astros de Houston. Terminó su temporada de novato bateando (.243 / .291 / .284) con 4 carreras impulsadas en 33 juegos. En 2018, Torres pasó la mayor parte de la temporada en Omaha, pero apareció en 9 partidos de Grandes Ligas para los Reales, con un récord de 5 de 28 con 1 carrera impulsada. El 2 de noviembre de 2018, Torres fue eliminado de la lista de 40 hombres y posteriormente elegido agencia libre.

### Chicago White Sox
El 19 de febrero de 2019, Torres firmó un contrato de ligas menores con la organización de los Medias Blancas de Chicago. Dividió el año entre los Birmingham Barons Doble-A y los Charlotte Knights Triple-A , con una línea de bateo de (.250 / .277 / .406) con 4 jonrones y 25 carreras impulsadas. Se convirtió en agente libre después de la temporada 2019. El 24 de febrero de 2020, Torres volvió a firmar con los White Sox en un nuevo contrato de ligas menores. Torres fue liberado por la organización White Sox el 26 de junio de 2020.

### Olmecas de Tabasco
El 22 de mayo de 2021, Torres firmó con los Olmecas de Tabasco de la Liga Mexicana. Sin embargo, fue liberado por el equipo el 1 de junio sin aparecer en un juego.